# Will Fish
William Thomas Fish (Mánchester, Inglaterra, 17 de febrero de 2003), más conocido como Will Fish, es un futbolista británico que juega en la demarcación de defensa en el Cardiff City F. C. de la League One.

## Biografía
Tras formarse en las filas inferiores del Manchester United F. C., finalmente en la temporada 2020-21 hizo su debut con el primer equipo el 23 de mayo de 2021 en un encuentro de la Premier League contra el Wolverhampton Wanderers F. C. tras sustituir a Daniel James en el minuto 95 en un encuentro que ganó el Manchester United por 1-2. Dos meses después fue cedido una temporada al Stockport County F. C. Lo mismo sucedió el año siguiente, siendo esta vez prestado al Hibernian F. C. Disputó 21 partidos, en los que consiguió tres goles, y en julio de 2023 ambos clubes acordaron otra cesión de una temporada. Después de este segundo año en Escocia, en agosto de 2024 abandonó definitivamente el conjunto mancuniano y fichó por el Cardiff City F. C.

## Estadísticas

### Clubes
| Club                               | Div.          | Temporada     | Liga  | Liga  | Copas nacionales | Copas nacionales | Copas internacionales | Copas internacionales | Total | Total |
| Club                               | Div.          | Temporada     | Part. | Goles | Part.            | Goles            | Part.                 | Goles                 | Part. | Goles |
| ---------------------------------- | ------------- | ------------- | ----- | ----- | ---------------- | ---------------- | --------------------- | --------------------- | ----- | ----- |
| Manchester United F. C. Inglaterra | 1.ª           | 2020-21       | 1     | 0     | 0                | 0                | 0                     | 0                     | 1     | 0     |
| Manchester United F. C. Inglaterra | Total club    | Total club    | 1     | 0     | 0                | 0                | 0                     | 0                     | 1     | 0     |
| Stockport County F. C. Inglaterra  | 5.ª           | 2021-22       | 2     | 0     | 0                | 0                | —                     | —                     | 2     | 0     |
| Stockport County F. C. Inglaterra  | Total club    | Total club    | 2     | 0     | 0                | 0                | 0                     | 0                     | 2     | 0     |
| Hibernian F. C. Escocia            | 1.ª           | 2022-23       | 21    | 3     | 0                | 0                | —                     | —                     | 21    | 3     |
| Hibernian F. C. Escocia            | 1.ª           | 2023-24       | 34    | 1     | 6                | 0                | 5                     | 0                     | 45    | 1     |
| Hibernian F. C. Escocia            | Total club    | Total club    | 55    | 4     | 6                | 0                | 5                     | 0                     | 66    | 4     |
| Cardiff City F. C. Inglaterra      | 2.ª           | 2024-25       | 21    | 0     | 3                | 0                | —                     | —                     | 24    | 0     |
| Cardiff City F. C. Inglaterra      | Total club    | Total club    | 21    | 0     | 3                | 0                | 0                     | 0                     | 24    | 0     |
| Total carrera                      | Total carrera | Total carrera | 79    | 4     | 9                | 0                | 5                     | 0                     | 93    | 4     |